# Television South
A Television South, mais conhecida como TVS, foi um franchise da rede de televisão ITV que servia as regiões sul e sudeste da Inglaterra. 
Entrou no ar em 1 de janeiro de 1982 substituindo a Southern Television, após esta perder os direitos de transmissão durante a revisão de franquias da Independent Broadcasting Authority em 28 de dezembro de 1980.
Em meados dos anos 80, a TVS fez a compra da MTM Enterprises por 190 milhões de euros. Tempos depois da aquisição, isso causou inúmeros prejuízos financeiros para a emissora. Em 1990, a emissora estreou a série infantojuvenil Art Attack, produzida por Neil Buchanan.
Ainda em 1990, houve uma revisão de franquias, organizada pela Comissão de Televisão Independente (ITC, na sigla em inglês) e a Television South havia perdido, apesar de um dos seus lances serem demasiadamente altos. Meridian Broadcasting foi a vencedora.
A emissora encerrou suas atividades à meia-noite de 1 de janeiro de 1993, após o último programa Goodbye to All That. Meridian Television entrou no ar logo em seguida.
Após o encerramento das atividades, foram vendidas as produções e a participação acionária na MTM, incluindo grande parte das produções da TVS para uma empresa americana denominada International Family Entertainment, que por sua vez foi vendida para a 21st Century Fox e em último caso, para a Disney anos depois.